# Notholca walterkostei
Notholca walterkostei är en hjuldjursart som beskrevs av José de Paggi 1982. Notholca walterkostei ingår i släktet Notholca och familjen Brachionidae.

## Underarter
Arten delas in i följande underarter:
- N. w. reducta
- N. w. walterkostei